# Vlkanov (Domažlicei járás)
Vlkanov település Csehországban, a Domažlicei járásban. Vlkanov Otov, Poběžovice és Nový Kramolín településekkel határos. Lakosainak száma 122 fő (2024. január 1.).

## Népesség
A település lakosságának változását az alábbi diagram mutatja:
| Lakosok száma | 310  | 321  | 364  | 205  | 136  | 121  | 136  | 126  | 124  | 122  |
|               | 1869 | 1890 | 1921 | 1950 | 1980 | 2001 | 2017 | 2019 | 2022 | 2024 |